# Довгич Віталій Андрійович
Віта́лій Андрі́йович До́вгич — журналіст, доцент, експерт Інституту євро-атлантичного співробітництва і Фонду «Демократичні ініціативи» імені Ілька Кучерева. Із 2003 — головний редактор часопису «ЄвроАтлантика».

## Біографія
Народився 31 липня 1954 року в Макарові, мешкає з 1958 року в Мотижині Бучанського району Київської області. Українець.
Друкується з 1967 року.
Закінчив Київський державний університет імені Тараса Шевченка (Київський національний університет імені Тараса Шевченка), факультет журналістики (1971—1976), кандидат філологічних наук (1982, Московський державний університет імені Михайла Ломоносова, ВАК СРСР), доцент (1993, Київський державний університет, Міністерство освіти України).
1976—1981 — кореспондент, завідувач відділу, заступник редактора газети «Нове життя» (м. Бровари Київської області).
З 1980 — міжнародний оглядач газети «Молодь України».
З 1981 — асистент, старший викладач, доцент кафедри історії журналістики і літератури, а згодом — кафедри партійної та радянської преси факультету журналістики Київського державного університету імені Тараса Шевченка (Київський національний університет імені Тараса Шевченка).
1988—1991 — декан факультету журналістики Київської філії Всесоюзного інституту підвищення кваліфікації працівників преси.
1996—1997 — декан факультету журналістики Міжнародного інституту лінґвістики і права.
1997—1998 — декан департаменту журналістики Національного університету «Києво-Могилянська академія».
З 1990 — видавець і головний редактор журналу «ІндоЄвропа».
1990–1999 — власкор «Радіо Росії» в Україні (стрінгер).
1994–1995 — головний редактор газети «Русь Київська».
1997–1998 — головний редактор часопису «Краса і сила».
1999–2000 — літературний редактор тижневика «Політика і культура» (ПіК).
2003–2005 – заступник директора Інституту етнополітичних досліджень Міжрегіональної академії управління персоналом.
2003–2015 — головний редактор журналу «ЄвроАтлантика» (www.euroatlantica.info, www.ieac.org.ua, www.dif.org.ua).
У 2012 році — головний редактор газети «УДАР. Київ».
З 2010 — завідувач кафедри Українського інституту підвищення кваліфікації працівників телебачення, радіомовлення і преси.
Член Спілки журналістів (з 1980) та Міжнародної федерації журналістів (з 1994).
Автор і ведучий 45-хвилинного телефільму «Трипільська спіраль» (1993) та інших відеотворів.
Редактор і видавець першого в світі повного перекладу «Велесової книги» (1994/1995) у серії публікацій раритетних джерел із прадавньої історії України.
В. Довгич — автор і упорядник (у співавторстві) першого в новітній історії держави довідника «Неурядова преса України», в якому зібрані дані про 220 самвидавівських ЗМІ (1991).
Продюсер і рецензент енциклопедичного довідника М. Сухомозського і Н. Аврамчук
«Україна у світі», що став лауреатом IX Всеукраїнського рейтингу «Книга року‘2007».
Учасник та автор щоденників студентського Майдану на граніті (1990), Майдану (2004) і ЄвроМайдану (2013—2014). Друг і співавтор легендарного футбольного коментатора Валентина Щербачова.
Володіє французькою, англійською, польською.
Автор сотень журналістських і наукових творів, зокрема
- 1975 — Віктор Глушков: Першій у Європі ЕОМ — 25 // Робітнича газета. — 1975. — 25 груд.
- 1982 — Периодическая печать Киева буржуазно-демократического периода освободительного движения в России (1861—1895 гг.): Автореф. дис. — М.: МГУ, 1982. — 24 с.
- 1985 — Система легальної преси Києва 1905—1907 рр.: Спроба соціально-філософського аналізу основних тенденцій розвитку // Журналістика. — К.: Вища школа, 1985. — Вип. 17. — С. 105—115
- 1987 — Інструмент самоврядування // Телерадіовісник України. — К.: Держкомтелерадіо, 1987. — Вип. 2. — С. 51-57
- 1989 — Українське слово і цензура: До історії боротьби за гласність на Україні // Соц. культура. — 1989. — № 9. — С. 12-14
- 1990 — Впадает ли Волга в Каспийское море? Ответ Александру Солженицыну. — К.: ІндоЄвропа, 1990. — 36 с.
- 1990 — Філософська основа політичної публіцистики. — К.: КДУ, 1990. — 24 с.
- 1991 — Київ і Русь // Освіта. — 1991 — № 58, 14 лип. — С. 1, 2.
- 1991 — Українська ідея в політичній теорії М. Драгоманова. — К.: КДУ, 1991. — 156 с.
- 1991 — Проект свободи: Михайло Драгоманов — основоположник конституційної теорії // Українська культура. — № 9. — С. 6-7
- 1991 — Нашій державі — понад 2000 // ІндоЄвропа. — 1991. — № 1. — С. 68-70
- 1991 — Неурядова преса України. — К.: Поиск, 1991. — 56 с.
- 1992 — Україна — правітчина індоєвропейців // Космос Древньої України: Трипілля — Троянь. — К.: ІндоЄвропа, 1992.— С. 5-25
- 1992 — Чому замовчують російських учених? // Молодь України. — 1992. — 7 квіт.
- 1992 — Гумильов проти Гумильова // Розбудова держави. — 1992. — № 2. — С. 55-57
- 1993 — Фундатор наукових засад української ідеї // Вісник Академії наук України. — 1993. — № 4. — С. 20-27
- 1993 — Похорон слов'янства? // Розбудова держави. — 1993. — № 9. — С. 61-64
- 1993 — Туранська теорія етногенезу в українознавчій журналістиці // Вісник Київ. ун-ту: Журналістика. — К.: Міносвіти України, 1993. — С. 163—169
- 1994 — Що таке «Рукопис Войнича»? // Послання оріян хозарам: ІндоЄвропа. — 1994. — № 1. — С. 2-5
- 1994 — Переднє слово до громади // Русь Київська. — 1994. — № 1. — С. 5
- 1994 — Чи впадає Волга в Каспійське море? Відповідь Олександру Солженіцину// Русь Київська. — 1994. — № 3. — С. 1, 3-5
- 1995 — Укри, хто вони? // Велесова книга: ІндоЄвропа. — 1995. — № 1-4
- 1995 — Українська ідея неможлива без української мрії // Молодь України. — 1995, № 111 (17299). — 5 жовт. — С. 3
- 1996 — Факультет необхідних професій // Телерадіовісник України. — 1996. — № 6. — С. 39-42
- 1999 — Кличко по-німецьки означає НОКАУТ // Краса і сила. — 1999. — Літо. — С. 3-10
- 1999 — Футболітика // Краса і сила. — 1999. — Літо. — С. 25-26
- 1999 — Історико-культурологічні передумови зародження та становлення міжнародної журналістики. — Рівне: Ін-т слов'янознавства, 1999. — 7 с.
- 2000 — Новина — провідний жанр міжнародної журналістики. — Рівне: Ін-т слов'янознавства, 2000. — 15 с.
- 2000 — Міжнародне новинарство в контексті української і світової журналістики. — Рівне: Ін-т слов'янознавства, 2000. — 52 с.
- 2001 — Глобальна медіалогія: Конспект авт. лекцій із міжнарод. журналістики. — Рівне: Ін-т слов'янознавства, 2001. — 120 с.
- 2002 — «Репортери без кордонів» готові надати владі факти цензури // Вісник Київ. орг. НСЖУ. — 2002. — № 9. — С. 22
- 2003 — Публій Овідій Назон. Європа i Тур: Переклад Віталія Довгича // Політичний портрет України. — К.: Дем. ініціативи, 2003. — Вип. 27-28. — С. 2
- 2004 — Референдумний медіа-ландшафт // Польський референдум і новий устрій Європейського дому: Уроки для України. — Київ — Варшава: Дем. ініціативи; Ін-т справ публічних, 2004. — С. 171—176
- 2004 — Жовтогаряча революція: Підрядковий щоденник доби // Персонал. — 2004. — № 12. — С. 3-8
- 2004 — Типілля з погляду сучасників // Укр. культура. — 2004. — № 11-12. — С. 23-30
- 2005 — Темник — латентний циркуляр: Джерела до історії цензури в Україні. — К.: МАУП, 2005
- 2005 — Темник — латентний циркуляр: як виконавча влада маніпулює інформацією про події в Україні, Європі і світі // Діалог цивілізацій: Роль і місце латентних структур в управлінні світом. — К.: МАУП, 2005. — С. 276—283
- 2009 — Заштатні приколи: Американські гірки // Сергій Левове Серце. — К.: Такі справи, 2009. — С. 123—138
- 2008 — Хто ж ми? // Українська газета. — 2008. — № 27 (167). — 17-23 лип. — С. 14
- 2008 — Жан де ля Фонтен. Скіфський філософ / Переклад із французької: Віталій Довгич. — ЄвроАтлантика. — 2008. — № 4. — С. 28
- 2009 — Вартовий національних інтересів: Борисові Тарасюку — 60! // Час Руху. — 2009. — № 1. — С. 1, 3
- 2009 — Борис Тарасюк: штрихи до портрета. — К.: НРУ, 2009. — 40 с.
- 2010 — Тарасюк Борис Іванович // Історія українського парламентаризму. — К.: Дніпро, 2010. — С. 677—679
- 2010 — Tarasyuk Borys Ivanovych // Ibid.
- 2013 — Книгодрукування та засоби масової інформації // Історія української культури. — Т. 5. — Кн. 4. — С. 388—437
- 2013—1000 голосів Майдану. — К., 2013. — 13 грудня
- 2013—2014 — Борис Тарасюк: діагноз — імперська бацила // ЄвроАтлантика. — 2013. — № 3-4. — 2014. — № 1. — С. 18-21
- 2013—2014 — 1000 голосів Майдану // ЄвроАтлантика. — 2013. — № 3-4. — 2014. — № 1. — С. 17-55
- 2015 — Міжнародне новинарство в контексті української і світової журналістики. Вид. 2-ге, ред. і доп. — Київ: Укртелерадіопресінститут, 2015. — 52 с.
- 2015 — Глобальна медіалогія: Конспект авт. лекцій із міжнарод. журналістики. Вид. 6-те, ред. і доп. — К.: Укртелерадіопресінститут, 2015. — 120 с.
- 2015 — Піонер філософських підходів // Уроки Дмитра Прилюка: Спогади, літературні твори / Авт.-упор. М. М. Сорока. — К.: ДП «Експрес-об'ява». — 2015. — С. 54-62
- 2015 — Відбиття доби // В. Земляний, О. Клименко. Російський разухай, або Українські граблі. — К.: Держкомтелерадіо; ПП «Авіаз». — 2015. — С. 3
- 2016 — Новина — універсальний жанр ЗМІ. — Київ — Сєверодонецьк: Укртелерадіопресінститут; Луганська філія НТКУ (Суспільного мовлення). — 24 с.
- 2016 — Собчак переконував українців залишитися в Радянському Союзі // Газета по-українськи. — 2016. — № 69 (1925). — 26 серп. — С. 1, 7
- 2017 — Акт Незалежності очима власкора опозиційного радіо. — Український голос. — 2017. — № 24. — С. 8
- 2019 — «Перевернута піраміда»: Як готувати міжнародні новини для медіа. — К.: КРОК, 2019